# Суарез (Порторико)
Суарез (шп. Suárez) град је у америчкој острвској територији Порторико, острвској држави Кариба.

## Демографија
По попису из 2010. године број становника је 1.931, што је 345 (-15,2%) становника мање него 2000. године.
| Група             | 2000.         | 2010.         |
| Белци             | 0 (0,0%)      | 0 (0,0%)      |
| Афроамериканци    | 1.680 (73,8%) | 1.627 (84,3%) |
| Азијати           | 5 (0,2%)      | 0 (0,0%)      |
| Хиспаноамериканци | 2.262 (99,4%) | 1.929 (99,9%) |
| Укупно            | 2.276         | 1.931         |